# Posta del Chuy

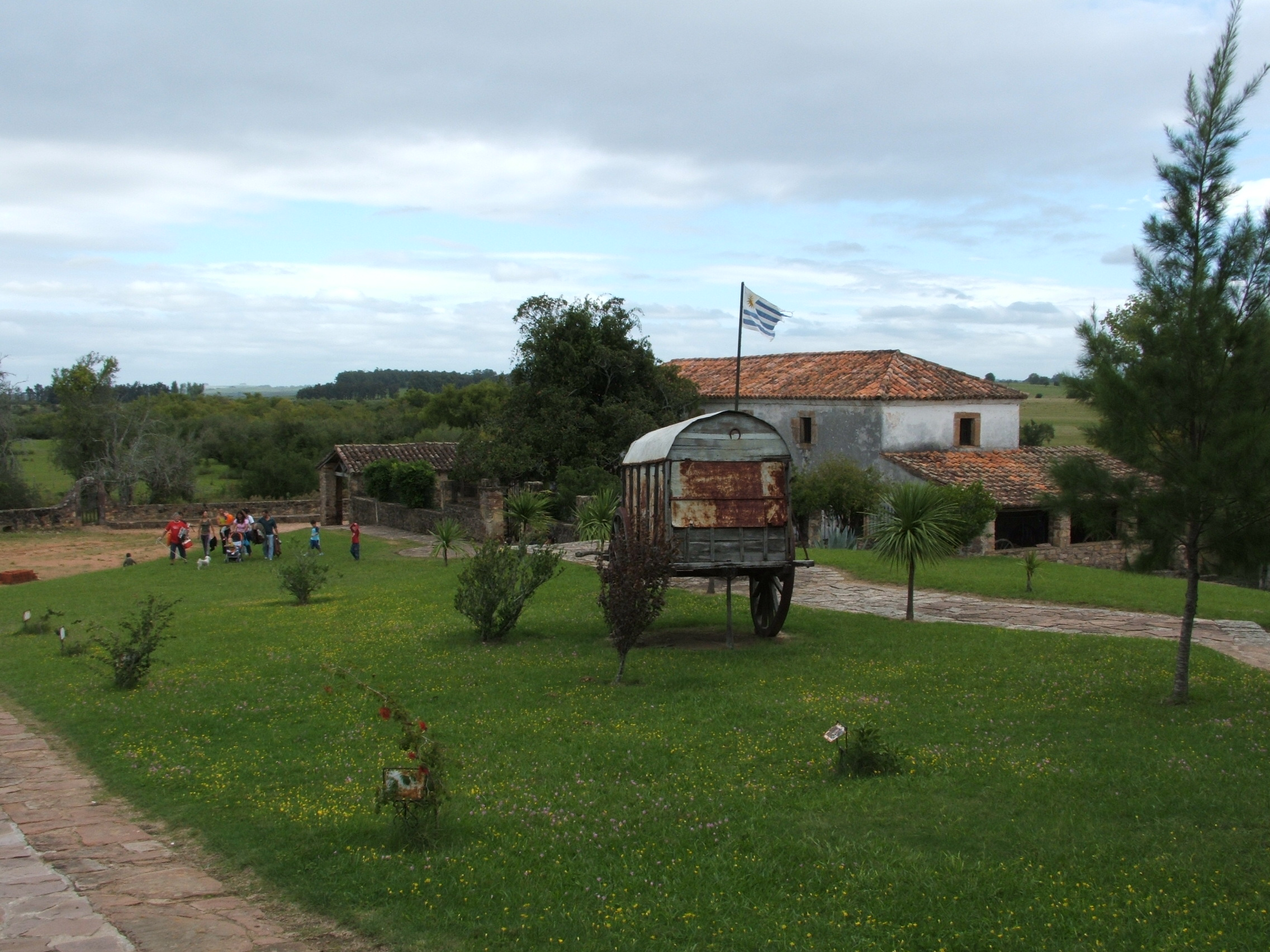
Posta del Chuy con carreta.

La Antigua Posta del Chuy es una antigua edificación a 12 kilómetros de Melo, departamento de Cerro Largo, Uruguay. 

## Historia
Era una antigua posada para viajeros que se desplazaban en diligencias entre Melo y Villa Artigas (hoy Río Branco).
Aquí se cobraba peaje por pasar por el puente sobre el arroyo Chuy del Tacuarí, siendo la segunda Concesión de Obra Pública que se efectuó en el Uruguay después del Puente Castells.
Construido en 1855 por dos vascos franceses de apellido Etcheverry, canteros de profesión, el sólido edificio construido con piedras areniscas unidas sin argamasa, igual que el puente con troneras por el que se accede, por sus características es considerado una pieza arquitectónica única en Sudamérica. Actualmente se encuentra vedado el paso de vehículos sobre el puente.
Ha sido declarada Monumento Histórico Nacional. Uno de los impulsores de su restauración fue el historiador Horacio Arredondo. Se recurrió a un pedrero que visitó las canteras de piedra cerradas desde hacía un siglo.
La historia de su construcción puede leerse en el libro "Los árboles de piedra", del escritor Andrés Echevarría.

## Toponimia
Chuy es un nombre de origen guaraní, significa "pequeña tortuga".